# Bernt Anker
Bernt Anker, född den 22 november 1746 i Kristiania (nuvarande Oslo), död där (barnlös) den 21 april 1805, var en norsk affärsman och donator, bror till Peder Anker. Han var kusin till Peter och Carsten Anker.

## Biografi
Anker var ursprungligen bestämd för den diplomatiska banan, men lämnade denna för att överta faderns stora handelshus, som han förestod till 1783, då han efter skifte med modern och sina tre bröder övertog det för egen räkning. Inom kort bragte han sig upp till Norges främste affärsman och samlade genom lyckliga affärer en ofantlig förmögenhet. Såsom varm fosterlandsvän sökte han på allt sätt främja Norges väl och ville inte ens lämna Norge för att mottaga en honom, 1804, erbjuden plats som dansk finansminister.
Anker var en frikostig gynnare av vetenskap, vitterhet och skön konst och uppträdde själv som författare, om än med begränsad framgång. Vidare strävade han med iver för upprättande av ett norskt universitet och erbjöd som gåva åt detsamma, om det komme till stånd, ett bibliotek av omkring 100 000 band, som han mot en årlig livränta ville inköpa från historikern, kammarherre P. F. Suhm. Universitetet upprättades likväl först sex år efter hans död.
Enligt hans testamente skulle den stora förmögenheten (omkring 3 miljoner kronor) förvaltas som fideikommiss och avkastningen användas huvudsakligen till fosterländska och vetenskapliga ändamål. Men de dåliga tiderna under krigsåren, de alltför stora utgifter, som förorsakades av några mindre väl beräknade bestämmelser i testamentet och slutligen en stor eldsvåda, som härjade boets träupplag, hade till följd, att den storartade stiftelsen redan 1819 måste upphöra med sin verksamhet. Han invaldes 1794 som ledamot av Vetenskapsakademien i Stockholm.